# Тшебель
Тшебель (пол. Trzebiel, нім. Triebel) — село в Польщі, у гміні Тшебель Жарського повіту Любуського воєводства.
Населення — 1342 особи (2011).
У 1975-1998 роках село належало до Зеленогурського воєводства.

## Демографія
Демографічна структура станом на 31 березня 2011 року:
|          | Загалом | Допрацездатний вік | Працездатний вік | Постпрацездатний вік |
| -------- | ------- | ------------------ | ---------------- | -------------------- |
| Чоловіки | 663     | 133                | 481              | 49                   |
| Жінки    | 679     | 129                | 407              | 143                  |
| Разом    | 1342    | 262                | 888              | 192                  |